# 大青蛙科米
大青蛙科米（英語：Kermit the Frog）是一個現屬華特迪士尼旗下的布偶角色，也是吉姆·亨森最為知名的創作。
科米在1955年首次作為主人公登場，在許多布偶劇中擔任被戲弄的配角，其中最著名的便是《芝麻街》和《大青蛙劇場》。與此同時，其多年來也在電影、廣告和公共服務公告中擔任主要角色。最早是由亨森操作科米，直到其1990年5月16日逝世為止，之後則由史蒂夫·惠特勒操作。在《布偶寶貝》等部分動畫企畫中，他是由法蘭克·維爾克負責配音。

## 外部連結
- Kermit the Frog's character profile at Disney.com
- Kermit's commencement address at Southampton College in 1996
- Birthplace of the Frog: An Exhibit of Jim Henson's Delta Boyhood
- 大青蛙科米在互联网电影资料库（IMDb）上的資料（英文） (as himself)
- 互联网电影数据库上大青蛙科米的资料 (as a character)